# Xantholinini
Xantholinini Erichson, 1758 è una tribù di coleotteri della famiglia Staphylinidae.

## Caratteristiche
Le peculiarità che consentono di attribuire un genere a questa tribù sono state ben delineate in un lavoro dell'entomologo Kasule del 1970:
1. la capsula cefalica deve contenere un ocello per lato.
2. le antenne mostrano le appendici sensoriali sul lato ventrale del terzo articolo.
3. il labbro è un tutt'uno con la parte frontale-clipeale: insieme formano la parte nasale, che in questa tribù mostra di norma 11 denti (13 solo nei Leptacinus).
4. la gula ha 4 paia di setole e si restringe nella parte posteriore.
5. i palpi del labium e delle maxillae hanno rispettivamente 4 e 3 articoli.
6. vi è anche una fila di setole semplici, in genere obliqua, sulle tibie.

## Distribuzione
Sono pressoché cosmopoliti, in particolare numerose specie sono state descritte nella regione paleartica.

## Tassonomia
Al 2016 non vi è concordanza fra gli specialisti di settore nel suddividere in sottotribù il congruo numero di generi che compone la tribù Xantholinini. Di seguito l'elenco dei 116 generi finora attribuiti:
1. Achemia Bordoni, 2003
2. Achmonia Bordoni, 2004
3. Adamanthea Bordoni, 2013[2]
4. Adhavara Bordoni, 2002
5. Agerodes Motschulsky, 1858
6. Agrodes Nordmann, 1837
7. Ahrimania Bordoni, 2013[2]
8. Allolinus Coiffait, 1966
9. Allotrichus Sharp, 1885
10. Andamania Bordoni, 2002
11. Andelis Bordoni, 2002
12. Atopolinus Coiffait, 1982
13. Caecolinus Jeannel, 1923
14. Calontholinus Reitter, 1908
15. Cibyra Bordoni, 2002
16. Crinolinus Smetana, 1982
17. Cylindrinus Bordoni, 2002
18. Dactylaptatus Lecoq, 1990
19. Denon Bordoni, 2002
20. Dibothroglyptus Scheerpeltz, 1957
21. Domea Bordoni, 2002
22. Elgonia Bordoni, 2001
23. Erymus Bordoni, 2002
24. Eulissus Mannerheim, 1830
25. Faxilla Bordoni, 2002
26. Gauropterus Thomson, 1860
27. Gyrohypnus Leach, 1819
28. Habrolinus Casey, 1906
29. Hesperolinus Casey, 1906
30. Heterocinus Jarrige, 1970
31. Heterolinus Sharp, 1885
32. Himmala Bordoni, 2002
33. Holocorynus Sharp, 1908
34. Homalolinus Sharp, 1885
35. Homorocerus Boheman, 1848
36. Hypnogyra Casey, 1906
37. Indolinus Bordoni, 2002
38. Indomorphus Bordoni, 2002
39. Lemiganus Bordoni, 1985
40. Lepidophallus Coiffait, 1956
41. Lepitacnus Smetana, 1982
42. Lepta Bordoni, 2002
43. Leptacinellus Bordoni, 2002
44. Leptacinus Erichson, 1839
45. Leptomicrus Fauvel, 1878
46. Leptophius Coiffait, 1983
47. Leurocorynus Sharp, 1908
48. Linohesperus Smetana, 1982
49. Linosomus Kraatz, 1857
50. Liotesba Scheerpeltz, 1965
51. Lissohypnus Casey, 1906
52. Lithocharodes Sharp, 1876
53. Maharadja Bordoni, 2002
54. Mahavana Bordoni, 2002
55. Manilla Bordoni, 1990
56. Medhiama Bordoni, 2002
57. Megalinus Mulsant & Rey, 1877
58. Metocinus Cameron, 1950
59. Metolinus Cameron, 1920
60. Metosina Bordoni, 2002
61. Microleptus Jarrige, 1963
62. Microlinus Casey, 1906
63. Mitomorphus Kraatz, 1859
64. Neohypnus Coiffait & Sáiz, 1964
65. Neoleptacinus Coiffait & Sáiz, 1964
66. Neoxantholinus Cameron, 1945
67. Nepalinus Coiffait, 1975
68. Nilla Bordoni, 2002
69. Notolinus Casey, 1906
70. Nudobius Thomson, 1860
71. Oculolabrus Steel, 1946
72. Otagonia Bordoni, 2005
73. Oxybleptes Smetana, 1982
74. Pachycorynus Motschulsky, 1858
75. Pahanghella Bordoni, 2002
76. Paracorynus Cameron, 1945
77. Paratesba Cameron, 1932
78. Paulianella Jarrige, 1951
79. Phacophallus Coiffait, 1956
80. Platydromus Fauvel, 1905
81. Plochionocerus Dejean, 1833
82. Pseudocorynus Cameron, 1945
83. Pseudoxantholinus Cameron, 1946
84. Renda Blackwelder, 1952
85. Sagarmatha Bordoni, 2002
86. Scytalinus Erichson, 1839
87. Someira Bordoni, 2002
88. Somoleptus Sharp, 1885
89. Spaniolinus Bernhauer, 1916
90. Stenistoderus Jacquelin du Val, 1856
91. Stenolinus Bierig, 1937
92. Stictolinus Casey, 1906
93. Sulawesina Bordoni, 2002
94. Sumatera Bordoni, 2002
95. Sungaria Bordoni, 2003
96. Sylea Bordoni, 2001
97. Symilla Bordoni, 2002
98. Talliella Bordoni, 2002
99. Tamilla Bordoni, 2002
100. Tesba Sharp, 1876
101. Tetraulacus Bordoni, 2002
102. Thyreocephalus Guérin-Méneville, 1844
103. Tralichia Bordoni, 2002
104. Ulisseus Bordoni, 2002
105. Vulda Jacquelin du Val, 1853
106. Waitatia Bordoni, 2005
107. Walesia Bordoni, 2005
108. Whangareiella Bordoni, 2005
109. Xanthocorynus Sharp, 1908
110. Xantholinus Dejean, 1821
111. Xanthophius Motschulsky, 1860
112. Xestolinus Casey, 1906
113. Yunna Bordoni, 2002
114. Yunnella Bordoni, 2002
115. Zenon Smetana, 1982
116. Zeteotomus Jacquelin du Val, 1856